# Typosyllis benguellana
Typosyllis benguellana är en ringmaskart som först beskrevs av Francis Day 1963.  Typosyllis benguellana ingår i släktet Typosyllis och familjen Syllidae. Inga underarter finns listade i Catalogue of Life.